# OLT Express
OLT Express (tidigare namn: Jet Air, OLT Jetair och Yes Airways) var ett polskt flygbolag som flög reguljärflyg men även charterflyg inom Polen och Europa under samma namn. Flygbolaget var baserat i Gdańsk, Polen.

## Historia
Jet Air inledde sin verksamhet 2001 i affärsflygsektorn, och opererade flygningar för olika lokala flygbolag och övriga bolag.
Vintern 2005/2006 opererade Jet Air inrikesflygningar åt LOT Polish Airlines med tre plan av typen BAe Jetstream 32, på mindre efterfrågade rutter, bl.a. till Bydgoszcz. 
I oktober 2007 meddelade LOT Polish Airlines att de kommer att minska antalet rutter Jet Air flyger, p.g.a. att Jetstream inte var det mest önskvärda flygplanet och att efterfrågan på Jet Airs rutter var mycket begränsad.
Detta gav Jet Air friheten att börja sin egen verksamhet som ett fristående flygbolag. Jet Airs egna flygningar började i slutet av 2007 och sen dess har flygbolaget utökat antalet destinationer.
Den 30 november 2007 tecknade Jet Air ett avtal med förvaltningen av Bydgoszcz flygplats för att få bedriva regelbunden flygtrafik till Köpenhamn (Kastrup) och Berlin (Tegel)
Från och med den 5 maj 2008, när LOT Polish Airlines upphävde sin rutt mellan Warszawa och Bydgoszcz, började Jet Air flyga på rutten Warszawa-Bydgoszcz.
Den 17 augusti 2009 inledde Jet Air samarbete med det finska regionala flygbolaget Wingo xprs och startade en ny rutt mellan Åbo och Gdańsk. Rutten skulle samtidigt stöda de lokala anslutningarna från Åbo till Tammerfors och Uleåborg. 
Den 27 juli 2012 ansökte OLT Express om konkurs efter att man misslyckats med att få in nya investerare. Samtliga flyg ställdes in, både reguljära och charterturer.

## Koder
- IATA kod: O2 (reguljärflyg)
- ICAO kod: JEA (reguljärflyg), YAP (charterflyg)
- Anropssignal: JETA (reguljärflyg), WHITEKEKO (charterflyg)